# Аргентино-мексиканские отношения
Аргентино-мексиканские отношения — двусторонние дипломатические отношения между Аргентиной и Мексикой.

## История
Оба государства являлись частью Испанской империи. В те времена Мексика входила в состав Вице-королевства Новая Испания со столицей в Мехико, а Аргентина являлась частью Вице-королевства Перу со столицей в Лиме. В 1776 году Испания создала Вице-королевство Рио-де-ла-Плата, столицей которого являлся Буэнос-Айрес. В 1810 году Буэнос-Айрес и Мехико провозгласили независимость от Испании, которая была признана в 1816 году для Мексики и в 1821 году для Аргентины. В 1824 году состоялся первый официальный дипломатический контракт между странами, когда президент Мексики Гуадалупе Виктория направил письмо правительству Аргентины, в котором написал, что американский континент должны сплотить единство и независимость. В 1880 году Аргентина направила своего первого консула в Мехико, а в 1891 году Мексика ответила взаимным дипломатическим жестом.
В мае 1914 года Мексика и Соединённые Штаты Америки оказались на грани объявления войны из-за инцидента в Тампико. В те годы Аргентина, Бразилия и Чили входили в политический блок Страны АБЧ, который предпринял серьёзные дипломатические усилия для недопущения военного конфликта и организации саммита с участием противоборствующих сторон в канадском городе Ниагара-Фолс. По итогам саммита дипломатам Стран АБЧ удалось убедить представителей Мексики и США воздержаться от военного конфликта.
В 1927 году Аргентина и Мексика открыли посольства в столицах друг друга. В 1960 году президент Мексики Адольфо Лопес Матеос стал первым главой Мексики, совершившим государственный визит в Аргентину. В 1970-е годы в Аргентине к власти пришла военная хунта, которая начала Грязную войну в стране и в результате чего тысячи граждан страны были вынуждены искать убежище в Мексике. В 1982 году Аргентина и Великобритания сражались за Фолклендские острова, а Мексика объявила о своём нейтралитете. Впоследствии мексиканские власти осторожно поддерживали претензии Аргентины на владение этими островами.
22—24 февраля 2021 года президент Аргентины Альберто Фернандес посетил Мексику по приглашению её президента Андреса Мануэля Лопеса Обрадора. Президент Альберто Фернандес посетил мексиканскую лабораторию, работающую совместно с Аргентиной, Лиомонт (Liomont) в Куахимальпа-де-Морелос (исп. Cuajimalpa de Morelos). Здесь завершается процесс производства и упаковки вакцины для борьбы с COVID-19, разработанной Оксфордским университетом и компанией AstraZeneca, производством которой для Латинской Америки занимается mAbxience biotech. В рамках соглашения mAbxience производит активное вещество в Аргентине, а в Лиомонте завершается процесс приготовления и обработки. Подписано торговое соглашение об экспорте аргентинского мяса в Мексику. Стороны договорились о тесном сотрудничестве в борьбе против неолиберализма и за укрепление латиноамериканской интеграции. Президент Мексики признал суверенитет Аргентины над Мальвинскими (Фолклендскими) островами, оккупированными Великобританией.

## Торговля
В 2017 году товарооборот между странами составил сумму 2,3 млрд. долларов США. Экспорт Аргентины в Мексику: алюминий, шкуры коров, медикаменты и сырьевые минералы. Экспорт Мексики в Аргентину: автомобили и запчасти, электроника (мобильные телефоны) и химические продукты. С 1999 по 2010 год аргентинские компании инвестировали более 652 млн. долларов США в экономику Мексики. В 2013 году мексиканские компании инвестировали в экономику Аргентину более 3 млрд. долларов США.

## Дипломатические представительства
- Аргентина имеет посольство в Мехико[9].
- У Мексики имеется посольство в Буэнос-Айресе[10].